# 马德雷
马德雷（法語：Madré，法語發音：[madʁe]）是法国马耶讷省的一个市镇，位于该省东北部，属于马耶讷区。

## 地理
马德雷（48°28'38"N, 0°22'46"W）面积17.55 平方千米，位于法国卢瓦尔河地区大区马耶讷省，该省份为法国西北部内陆省份，北起芒什省和奧恩省，西接伊勒-维莱讷省，南至曼恩-卢瓦尔省，东临萨尔特省。
与马德雷接壤的市镇（或旧市镇、城区）包括：谢韦涅迪曼、雅夫龙-莱沙佩勒、讷伊勒旺丹、圣于连迪泰鲁、梅乌丹、圣旺勒布里苏。

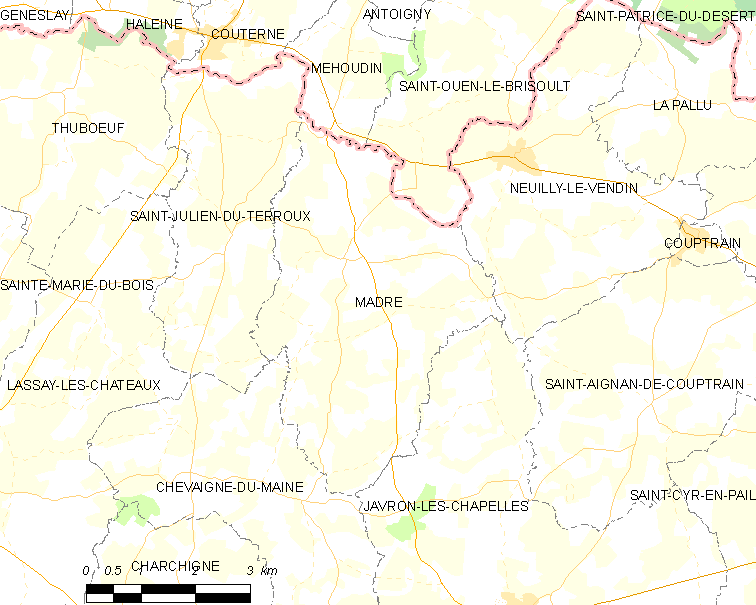
马德雷的OSM定位图

马德雷的时区为UTC+01:00、UTC+02:00（夏令时）。

## 行政
马德雷的邮政编码为53250，INSEE市镇编码为53142。

## 政治
马德雷所属的省级选区为维莱讷拉瑞埃勒县。

## 人口

1962-2008年间马德雷人口变化图示

马德雷于2022年1月1日时的人口数量为284人。